# International Cosmic Rays Conference
Pour les articles homonymes, voir ICRC.
La conférence internationale sur les rayons cosmiques (International Cosmic Ray Conference), ou ICRC, est une conférence organisée biannuellement par l'Union internationale de physique pure et appliquée depuis 1947, à laquelle des physiciens du monde entier présentent les travaux sur lesquels ils travaillent, concernant la physique des rayons cosmiques.
Des comptes rendus sont publiés pour chaque conférence. L'Astrophysics Data System de la NASA a commencé à rassembler ces comptes rendus pour les scanner et les publier en ligne.

## Liste des ICRC
- 1er ICRC : 1947, Cracovie, Pologne ;
- 2e ICRC : 1949, Côme, Italie ;
- 3e ICRC : 1953, Bagnères-de-Bigorre, France ;
- 4e ICRC : 1955, Guanajuato, Mexique ;
- 5e ICRC : 1957, Varenna, Italie ;
- 6e ICRC : 1959, Moscou, URSS ;
- 7e ICRC : 1961, Kyoto, Japon ;
- 8e ICRC : 1963, Jaipur, Inde ;
- 9e ICRC : 1965, Londres, Royaume-Uni ;
- 10e ICRC : 1967, Calgary, Canada ;
- 11e ICRC : 1969, Budapest, Hongrie ;
- 12e ICRC : 1971, Hobart, Australie ;
- 13e ICRC : 1973, Denver, États-Unis ;
- 14e ICRC : 1975, Munich, Allemagne de l'Ouest ;
- 15e ICRC : 1977, Plovdiv, Bulgarie ;
- 16e ICRC : 1979, Kyoto, Japon ;
- 17e ICRC : 1981, Paris, France ;
- 18e ICRC : 1983, Bangalore, Inde ;
- 19e ICRC : 1985, La Jolla, États-Unis ;
- 20e ICRC : 1987, Moscou, URSS ;
- 21e ICRC : 1990, Adélaïde, Australie ;
- 22e ICRC : 1991, Dublin, Irlande ;
- 23e ICRC : 1993, Calgary, Canada ;
- 24e ICRC : 28 août - 8 septembre 1995, Rome, Italie (page internet) ;
- 25e ICRC : 1997, Durban, Afrique du Sud ;
- 26e ICRC : 1999, Salt Lake City, États-Unis ;
- 27e ICRC : 8-15 août 2001, Hambourg, Allemagne ;
- 28e ICRC : 31 juillet - 7 août 2003, Tsukuba, Japon (page internet) ;
- 29e ICRC : 3-10 août 2005, Pune, Inde (page internet) ;
- 30e ICRC : 3-11 juillet 2007, Merida, Mexique (page internet) ;
- 31e ICRC : 7-15 juillet 2009, Łódź, Pologne (page internet) ;
- 32e ICRC : 11-18 août 2011, Pékin, Chine (page internet) ;
- 33e ICRC : 2-9 juillet 2013, Rio de Janeiro, Brésil (page internet)